# Tiếng Isan

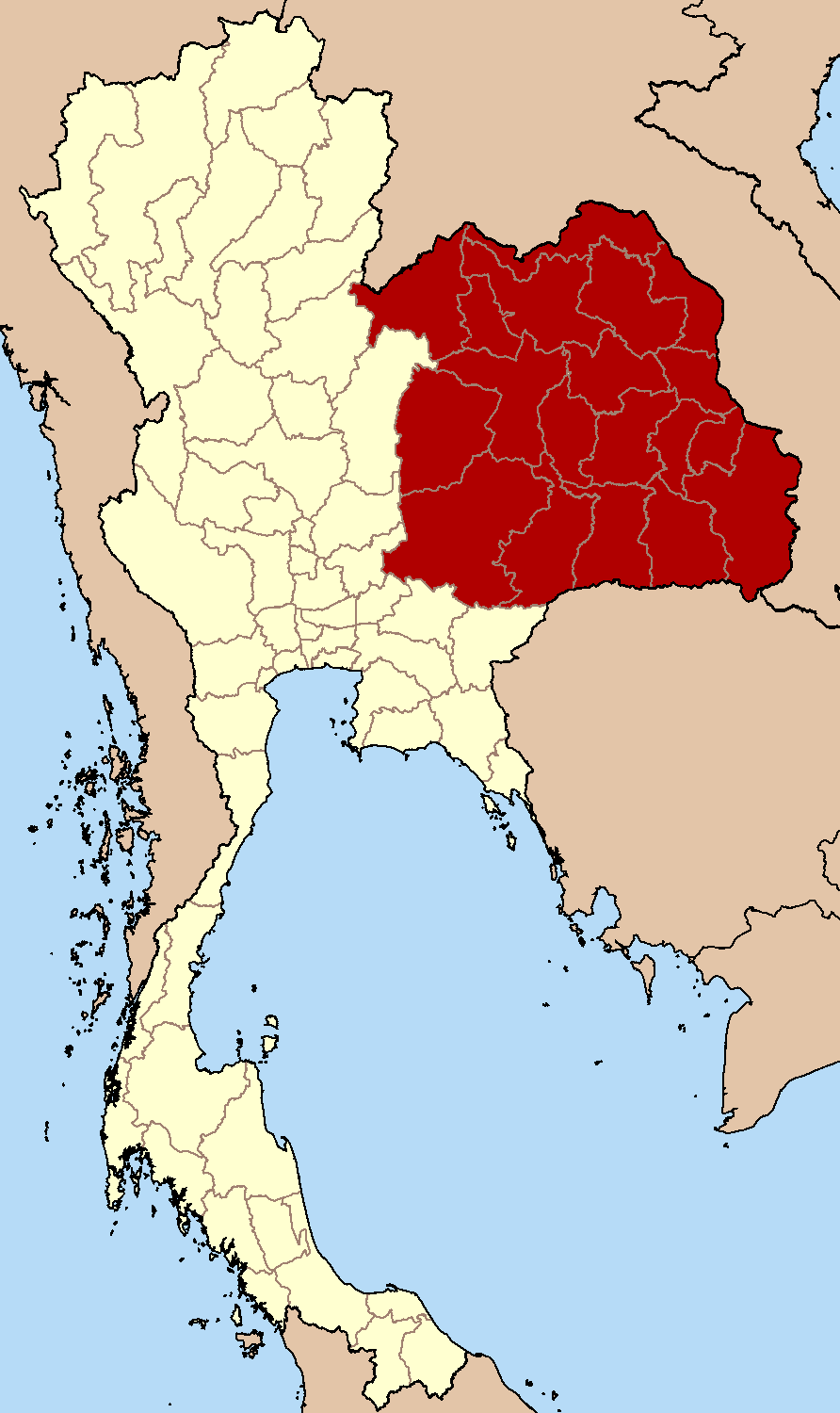
Đông bắc Thái Lan là thành trì của tiếng Lào (Isan) tại Thái Lan

Tiếng Isan (tiếng Thái: ภาษาอีสาน, phát âm tiếng Thái: [Pha-xả I-xản]) là tên gọi chung cho các phương ngữ của tiếng Lào được sử dụng tại Thái Lan. Ngôn ngữ này được xấp xỉ 20 triệu người nói, chiếm gần 1/3 dân số toàn Thái Lan. Những người nói ngôn ngữ này chủ yếu sống tại vùng Isan, tức vùng Đông Bắc Thái Lan, ngoài ra ngôn ngữ này cũng được sử dụng tại thủ đô Bangkok cùng với những người nhập cư đến từ vùng trên. Hiện nay, ngôn ngữ này vẫn giữ được vai trò là ngôn ngữ chính của vùng Isan, và là ngôn ngữ thứ hai của các nhóm dân tộc thiểu số tại vùng này, như người Khmer. Như vậy, có nhiều người nói tiếng Lào (tiếng Isan) tại Thái Lan hơn là tại chính nước Lào.
Mặc dù tiếng Lào có vị thế tại Thái Lan và trở thành ngôn ngữ chính của 88% dân cư vùng đông bắc nước này, nhưng tiếng Lào đã từng trải qua những khó khăn vì không có chữ viết (chữ tiếng Lào chỉ được dùng tại Lào), thiếu vắng sự có mặt trong truyền thông, trong các ngữ cảnh chính thức và trong giáo dục. Ngôn ngữ này cũng chịu ảnh hưởng mạnh của tiếng Thái chuẩn, là ngôn ngữ chính trong khi viết, trong giáo dục, chính quyền, và hầu hết các hoàn cảnh chính thức và là ngôn ngữ thứ hai của hầu hết người dân trong vùng đông bắc. Việc sử dụng các từ ngữ mới cũng tạo ra sự phân biệt với tiếng Lào chuẩn (tức tiếng Lào được sử dụng tại Lào)

## Phân loại
Tiếng Isan thuộc nhánh Thái của nhóm ngôn ngữ Kradai. Ngôn ngữ này thường được coi là phương ngữ của tiếng Thái, phương ngữ của tiếng Lào hay là một ngôn ngữ riêng. Do vậy, ngôn ngữ này cũng có nhiều tên như tiếng Thái Isan, tiếng Lào Isan, tiếng Lào hoặc tiếng Thái Đông Bắc. Nói chung, những người nói ngôn ngữ này thường được coi là tiếng Isan hoặc tiếng Lào, mặc dù từ "Lào" có thể bị những người nói tiếng Thái dùng với nghĩa miệt thị hoặc thừa nhận nguồn gốc Lào. Mặc dù tiếng Lào và tiếng Thái có thể hiểu lẫn nhau trong một số phạm vi, tiếng Issan gần với tiếng Lào chuẩn hơn là tiếng Thái chuẩn

## Lịch sử
Nhóm ngôn ngữ Thái tại Đông Nam Á mở đầu bằng quá trình nhập cư từ miền nam Trung Quốc và miền Bắc Việt Nam từ 3 thiên niên kỷ trước. Bằng chứng cho những cuộc nhập cư này được truyền lại qua các truyền thuyết của một vị vua (có thể là hư cấu) tên là Khun Borom, ông là hậu duệ của những người định cư đến từ những nơi xa như Assam (nay thuộc Ấn Độ), miền trung Trung Quốc, Hải Nam và Đông Nam Á chạy trốn khỏi sức ép của những người Hán đi lấn chiếm, hay của quân Nguyên Mông cũng như vì đi tìm những vùng đất vem sông thích hợp cho việc trồng lúa nước.
Tổ tiên của những người Thái hiện đại tại Thái Lan và Lào đã thế chỗ của những người thuộc Ngữ hệ Nam Á và người Negrito (những người có da ngăm đen) bản địa và lập nên những vương quốc của họ, người Lào tập trung dọc theo thung lũng sông Mê Kông và tổ tiên của các nhà nước của người Xiêm định cư dọc theo thung lũng sông Chao Phraya (sông Mê Nam). Các vương quốc Lào được thống nhất trong Vương quốc Lan Xang năm 1345, và lãnh thổ của vương quốc này bao gồm phần lớn nước Lào và vùng Isan (Đông bắc) của Thái Lan ngày nay, cũng như Lannathai và một số lãnh thổ của Trung Quốc ngày nay. Đối thủ Xiêm La đã ép buộc Lạn Xạng phụng sự như một nước chư hầu. Các sức ép của Việt Nam, Xiêm La, Trung Quốc và Angkor tiếp sau một cuộc khủng hoảng chính trị đã chia tách Lạn Xạng thành 3 vương quốc để rồi sau đó nhanh chóng bị Xiêm thôn tính. Sau vụ sáp nhập này, trong thế kỷ 18 và 19, những kẻ xâm lược người Xiêm đã nô lệ hóa các ngôi làng, những người bị bắt nhập ngũ trở thành lao động khổ sai hay bắt ép người dân tái định cư tại Isan từ nhưng nơi thịnh vượng hơn tại miền đông vì mục đích định cư và phát triển khu vực này. Cuộc cạnh tranh ảnh hưởng của Anh và Pháp đã khiến Xiêm trở thành vùng đệm, nhưng Xiêm đã mất những vùng lãnh thổ lớn để duy trì nền độc lập của mình, bao gồm cả Isan, nơi đã không thực sự hoàn toàn là lãnh thổ Xiêm cho đến năm 1904. Từ thời điểm này, lịch sử của tiếng Lào tại Lào và Thái Lan bị phân liệt.
Khu vực Isan vẫn còn kém phát triển và chủ yếu là nông thôn. Các chính sách của Thái Lan đã từng được kỳ vọng là sẽ tước bỏ từ người Lào danh tính của họ và đồng hóa họ với người Thái, bao gồm việc đưa tiếng Thái vào trường học, bắt buộc dùng tiếng Thái khi viết trong truyền thông, chính quyền, kinh doanh và giáo dục, tên vùng và tên người dân chuyền từ "Lào" sang "Isan", nghiêm cấm xuất bản bằng chữ Lào; cũng như thành kiến của người ở miền Trung Thái Lan coi người Isan là "người nước ngoài". Sự không có mặt của tiếng Isan trong hầu hết các phương tiện truyền thông đã dẫn tới tỷ lệ cao người sử dụng song ngữ cùng với tiếng Thái, tiếng Lào Isan đã có sự khác biệt nhỏ trong những năm gần đây do sự xâm nhập của cách phát âm, từ vựng và ngữ pháp của tiếng Thái

## Phân bổ địa lý
Tiếng Isan (tiếng Lào) chủ yếu được sử dụng tại 19 tỉnh tạo thành vùng Đông Bắc Thái Lan, cũng như phần lớn các tỉnh Uttaradit và Phitsanulok và nhiều phần của miền đông Thái Lan.
Cũng có một số ngôi làng và các nhóm biệt lập nói tiếng Lào ở miền bắc và miền trung Thái Lan, di sản của việc bắt ép người Lào tái định cư trong thế kỷ 18 và 19. Mặc dù có thể một số nhóm này tự coi mình là người Lào, họ không phải là người Isan vì họ không sống tại vùng này. Cũng với những người nhập cư hay di cư theo mùa từ vùng Isan đến Bangkok, có một số lượng lớn người nói tiếng Lào tại thủ đô và các thành phố lớn khác ở Thái Lan. Một số công dân Thái sống ở hải ngoại có thể là những người nói tiếng Isan.

## Tình trạng pháp lý
Tiếng Lào chỉ là ngôn ngữ chính thức tại Lào. Tại Thái Lan, tiếng Isan (tiếng Lào) được nhìn nhận một cách chính thức là một phương ngữ của tiếng Thái, và không có mặt trong hầu hết các hoạt động công cộng và chính thức. Mặc dù dưới sức ép của chính quyền để đồng hóa người dân và ngôn ngữ nơi đây, tiếng Thái đã thất bại khi muốn thay thế tiếng Lào để trở thành ngôn ngữ mẹ đẻ của đa số các gia đình tại Isan. Đặc điểm Lào trong ngôn ngữ vẫn ổn định bởi việc chia sẻ lịch sử và các câu truyện thần thoại, nhạc truyền thống vẫn hát bằng tiếng Lào và với làn sóng công dân Lào nhập cư, buôn bán và gia tăng thương mại biên mậu.